# Jacques Dewitte
Pour les articles homonymes, voir Dewitte.
Jacques Dewitte est un philosophe, écrivain et traducteur belge,  né à Schaerbeek (Bruxelles, Belgique) le 16 juillet 1946. Il est l'auteur de nombreux ouvrages. Il a écrit Le Pouvoir de la langue et la liberté de l’esprit, recensant les manipulations du langage par les systèmes totalitaires, en s'appuyant sur quatre auteurs : George Orwell, Dolf Sternberger, Victor Klemperer et Aleksander Wat.

### Ouvrages
- Le Pouvoir de la langue et la liberté de l’esprit, essai sur la résistance au langage totalitaire, Michalon, 2007.
- L’Exception européenne. Ces mérites qui nous distinguent, Michalon, 2008.
- La manifestation de soi. Éléments d’une critique philosophique de l’utilitarisme, La Découverte, Coll. « Textes à l’appui », 2010.
- Kołakowski. Le clivage de l'humanité, Michalon, 2011.
- La Texture des choses. Contre l'indifférenciation, illustrations de Léon Krier, postface de Fabrice Hadjadj, Salvator, Coll. « Philanthropos », 2024.

### Chapitres d'ouvrage (liste partielle)
- « Une autre existence. En relisant La Structure du comportement de Maurice Merleau-Ponty » dans Florence Burgat (Dir.) Penser le comportement animal, Editions Quæ, 2010, p. 127-152
- « Hans Jonas (1903-1993), philosophe de la nature » dans Alain Caillé, Christian Lazzeri, Michel Senellart (Dir.), Histoire raisonnée de la philosophie morale et politique. Le bonheur et l'utile, La Découverte, 2001.
- « Herméneutique et téléologie : une conjonction possible ? L'exemple d'Adolf Portmann », dans  Michel Bastit & Jean-Jacques Wunenburger (Dir.), La finalité en question: philosophie et sciences contemporaines : actes du colloque de Dijon, 25-27 mars 1999, L'Harmattan, 2000.

### Articles de revue (liste partielle)
- « L’invention instrumentale. Hommage à Igor Stravinsky », dans Methodos,« L'instrument de musique. Approches esthétiques et ontologiques », 2011/11.
- « La lignification de la langue », dans Hermès, La Revue 2010/ 3, (Numéro 58).
- « Une valeur gratuite, une complication inutile. Maurice Merleau-Ponty lecteur des biologistes », dans Revue du MAUSS 2010/1 (n° 35).
- Comment peut-on être allemand, dans Commentaire 2010/1 (Numéro 129).
- « La vie est sans pourquoi. Redécouverte de la question téléologique », dans Revue du MAUSS 2008/1 (Numéro 31). [lire en ligne (page consultée le 23 juin 2024)]
- « Le réel simple ou double Sur l'« ontologie du réel » de Clément Rosset », dans Critique 2008/3 (Numéro 730).
- « L'exposition de soi à la guerre. À propos d'une digression du Billy Budd de Herman Melville », dans Revue du MAUSS 2006/1 (Numéro 27). [lire en ligne (page consultée le 23 juin 2024)]
- « Consensus et dissidence, ou : s'il y a tant de fumée, il ne peut pas y avoir de feu », dans Revue du MAUSS 2005/1 (Numéro 25). [lire en ligne (page consultée le 23 juin 2024)]
- « Croire ce que l'on croit. Réflexions sur la religion et les sciences sociales », dans Revue du MAUSS 2003/2 (Numéro 22). [lire en ligne (page consultée le 23 juin 2024)]
- « Ni hasard, ni nécessité. La contingence des phénomènes sociaux selon Marcel Mauss », dans Revue du MAUSS 2002/1 (Numéro19). [lire en ligne (page consultée le 23 juin 2024)]
- « Le déni du déjà-là. Sur la posture constructiviste comme manifestation de l’esprit du temps », dans Revue du MAUSS 2001/1 (Numéro 17). [lire en ligne (page consultée le 23 juin 2024)]
- « La tentation de l'indifférencié. Du monde sans qualités à l'homme sans qualités », dans Diogène n° 195, juillet-septembre 2001.
- « L’unité dans la multiplicité. La question de l’identité dans l’architecture urbaine », dans Revue du MAUSS 1999/2 (Numéro 14).

- « Pour qui sait voir », dans Revue du MAUSS 1999/2 (Numéro 14).

- « L'artialisation et son autre. Réflexions critiques sur la théorie du paysage d'Alain Roger », dans Critique, « Jardins et Paysages », n° 613-614, juin-juillet 1998.

- « Il ne fallait pas. Notes sur le don, la dette et la gratitude », dans Revue du MAUSS 1996/2 (Numéro 8).

- « Sur la question du sacrifice », dans Revue du MAUSS 1995/2 (Numéro 6).

- « Donation première de l'apparence », dans Revue du MAUSS 1993/1 (Numéro 1).

### Préfaces, postfaces et traductions (liste partielle)
- Adolf Portmann, La forme animale. Éd. La Bibliothèque, coll. « L'ombre animale » 2013. Préface et traduction.
- P. Destrée, et J. Dewitte (Dir.), Ousia - Études phénoménologiques, « Phénoménologie et philosophie de la nature », vol. 12, n° 23-24, 1996. Avant-propos (avec P. Destrée). [Voir le sommaire en ligne (page consultée le 23 juin 2024)]
- Rosa Luxemburg, La crise de la social-démocratie. Éd. Les Amis de Spartacus, 1994. Traduction.
- Leszek Kołakowski, Le village introuvable. Éd. Complexe, 1986. Traduction.
- Karl Gruber, Forme et caractère de la ville allemande. Éd. AAM (Archives d'architecture moderne), 1985. Traduction.
- Leszek Kołakowski, L'Esprit révolutionnaire; suivi de Marxisme, utopie et anti-utopie. Éd. Complexe, 1978. Postface.
- Rosa Luxemburg, La crise de la social-démocratie. Suivi de sa critique par Lénine. Éd. la Taupe, 1970. Traduction.